# Plebiscyt Przeglądu Sportowego 2007
73. Plebiscyt Przeglądu Sportowego i Telewizji Polskiej na 10 najlepszych sportowców Polski w 2007 roku trwał od 22 listopada 2007 roku do 2 stycznia 2008 roku. Pierwsze miejsce, po raz czwarty, zdobył skoczek narciarski Adam Małysz.
Na łamach Przeglądu Sportowego opublikowana została lista 20 kandydatów w Plebiscycie, wśród których znaleźli się przedstawiciele takich sportów, jak: Formuła 1, gimnastyka sportowa, judo, kajakarstwo, lekkoatletyka, piłka nożna, piłka ręczna, piłka siatkowa, pływanie, podnoszenie ciężarów, szermierka, tenis, windsurfing, wioślarstwo oraz żużel. 
Głosowanie możliwe było poprzez wysyłanie kuponów, SMS-ów, a także na stronie internetowej sports.pl. 
Gala Mistrzów Sportu, na której ogłoszone zostały wyniki Plebiscytu, odbyła się 5 stycznia 2008 roku w Sali Kongresowej Pałacu Kultury i Nauki w Warszawie. Transmitowana była przez Program Pierwszy Telewizji Polskiej. Podczas Gali dziesiątka "Najlepszych z Najlepszych" otrzymała statuetki Championów. Superchampiona odebrali Dorota i Mariusz Siudkowie za dorobek sportowy całej kariery. Uroczystość poprowadzili Paulina Chylewska i Sebastian Chmara.
Po zakończeniu Gali w hotelu Hilton odbył się Bal Mistrzów Sportu.

## Wyniki
Miejsca zawodników spoza pierwszej dziesiątki nie zostały podane do publicznej wiadomości (kolejność w tabeli alfabetyczna).
| Numer | Miejsce | Kandydat            | Dyscyplina sportu    | Klub sportowy                       | Osiągnięcia w 2007                                                                                      | Ilość głosów | Wręczający statuetkę       | Uwagi                                             |
| ----- | ------- | ------------------- | -------------------- | ----------------------------------- | --- | ------------ | -------------------------- | ------------------------------------------------- |
| 12    | 1       | Adam Małysz         | skoki narciarskie    | KS Wisła Ustronianka                | MŚ na skoczni w Saporro, zwycięzca Turnieju Nordyckiego, zdobywca Kryształowej Kuli w sezonie 2006/2007 | 107 794      | Jens Weißflog              | nieobecny, statuetkę odebrał w Bischofshofen      |
| 16    | 2       | Euzebiusz Smolarek  | piłka nożna          | Borussia Dortmund, Racing Santander | awans na Euro 2008, strzelec 9 bramek w eliminacjach                                                    | 80 437       | Dariusz Szpakowski         | nieobecny, statuetkę odebrał Włodzimierz Smolarek |
| 6     | 3       | Otylia Jędrzejczak  | pływanie             | AZS-AWF Warszawa                    | 2. i 3. miejsce na MŚ w Melbourne, 1. i 3. miejsce na ME w Debreczynie                                  | 66 925       | Przemysław Babiarz         | —                                                 |
| 1     | 4       | Leszek Blanik       | gimnastyka sportowa  | MKS AZS AWFiS Gdańsk                | 1. miejsce na MŚ                                                                                        | 61 945       | Rafał Tymiński             | —                                                 |
| 15    | 5       | Mateusz Sawrymowicz | pływanie             | MKP Szczecin                        | 1. na MŚ w Melbourne oraz na ME w Debreczynie - 1500 m stylem dowolnym                                  | 53 675       | Roman Brzozowski           | —                                                 |
| 11    | 6       | Robert Kubica       | Formuła 1            | BMW Sauber                          | pierwszy polski kierowca w Formule 1                                                                    | 51 071       | Cezary Gutowski            | nieobecny, nagrodę odebrał Marcin Czachorski      |
| 13    | 7       | Marek Plawgo        | lekkoatletyka        | Warszawianka                        | 2x 3. miejsce na MŚ w Osace - 400 m przez płotki (indywidualnie), 4x400 m (drużynowo)                   | 46 233       | Maciej Petruczenko         | —                                                 |
| 5     | 8       | Anna Jesień         | lekkoatletyka        | AZS AWF Warszawa                    | 3. miejsce na MŚ w Osace - 400 m przez płotki                                                           | 40 461       | Dorota i Mariusz Siudkowie | —                                                 |
| 18    | 9       | Grzegorz Tkaczyk    | piłka ręczna         | SC Magdeburg, Rhein-Neckar Löwen    | kapitan reprezentacji polski na MŚ, wicemistrz świata                                                   | 35 389       | Kamil Wolnicki             | nieobecny, nagrodę odebrał Artur Siódmiak         |
| 4     | 10      | Sylwia Gruchała     | szermierka           | MKS AZS AWFiS Gdańsk                | 1. miejsce na MŚ (drużynowo), 1. miejsce na MP (indywidualnie) - floret                                 | 34 966       | Rafał Patyra               | —                                                 |
| 2     | 11-20   | Małgorzata Glinka   | piłka siatkowa       | Gruppo Murcia 2002                  | 4. miejsce na ME w Belgii i Luksemburgu                                                                 | —            | —                          | —                                                 |
| 3     | 11-20   | Tomasz Gollob       | żużel                | Unia Tarnów                         | 4. miejsce w Grand Prix IMŚ                                                                             | —            | —                          | —                                                 |
| 7     | 11-20   | Zofia Klepacka      | windsurfing          | YKP Warszawa                        | mistrzostwo świata w klasie RS:X                                                                        | —            | —                          | —                                                 |
| 8     | 11-20   | Szymon Kołecki      | podnoszenie ciężarów | Start Otwock, Górnik Polkowice      | 3. miejsce na MŚ w Chiang Mai, 1. miejsce na ME w Strasburgu - kat. 94 kg                               | —            | —                          | —                                                 |
| 20    | 11-20   | Adam Korol          | wioślarstwo          | Stoczniowiec Gdańsk                 | mistrz świata w konkurencji czwórek podwójnych                                                          | —            | —                          | —                                                 |
| 9     | 11-20   | Robert Krawczyk     | judo                 | Czarni Bytom                        | 1. miejsce na ME w Belgradzie, 5. miejsce na MŚ w Rio de Janeiro                                        | —            | —                          | —                                                 |
| 10    | 11-20   | Jacek Krzynówek     | piłka nożna          | VfL Wolfsburg                       | awans na Euro 2008                                                                                      | —            | —                          | —                                                 |
| 14    | 11-20   | Agnieszka Radwańska | tenis                | Nadwiślan Kraków                    | zwycięstwo w turnieju Nordea Nordic Light Open, 25. miejsce w rankingu WTA na koniec sezonu             | —            | —                          | —                                                 |
| 17    | 11-20   | Przemysław Stańczyk | pływanie             | MKP Szczecin                        | 1. miejsce na MŚ w Melbourne - 800 m stylem dowolnym                                                    | —            | —                          | —                                                 |
| 19    | 11-20   | Marek Twardowski    | kajakarstwo          | —                                   | 3. miejsce na MŚ w Duisburgu - K1 na 500 m                                                              | —            | —                          | —                                                 |

### Nagrody specjalne
Nagrody specjalne w 5 kategoriach przyznała kapituła Przeglądu Sportowego. 
| Kategoria                            | Nagrodzony(a)                                 | Osiągnięcia w 2007                                                                       | Wręczający statuetkę                    | Uwagi                                                                       |
| ------------------------------------ | --------------------------------------------- | ---------------------------------------------------------------------------------------- | --------------------------------------- | --------------------------------------------------------------------------- |
| Superchampion                        | Dorota i Mariusz Siudkowie                    | całokształt osiągnięć sportowych                                                         | Maria Zuchowicz                         | –                                                                           |
| Drużyna Roku                         | reprezentacja Polski w piłce ręcznej mężczyzn | 2. miejsce na Mistrzostwach Świata w Niemczech                                           | Mariusz Klimczak                        | w imieniu reprezentacji nagrodę odebrali Andrzej Kraśnicki i Artur Siódmiak |
| Trener Roku                          | Leo Beenhakker                                | pierwszy w historii awans reprezentacji Polski w piłce nożnej na Mistrzostwa Europy 2008 | młodzi piłkarze z programu "Kadra 2012" | –                                                                           |
| Najlepszy sportowiec niepełnosprawny | Natalia Partyka                               | mistrzostwo świata w grze pojedynczej w kategorii niepełnosprawnych w tenisie stołowym   | Krzysztof Świercz                       | –                                                                           |
| Najlepsza impreza sportowa roku      | Run Warsaw                                    | rekord frekwencji (ponad 20 000 osób) i dynamiczny rozwój                                | Jacek Kalida                            | nagrodę odebrał Witold Kowalski - dyrektor generalny Nike Poland            |